# Ellen (Schiff)
Die Ellen ist eine elektrisch angetriebene Fähre der dänischen Reederei Ærøfærgerne.

## Geschichte
Das Schiff wurde vom Schiffsingenieurbüro Jens Kristensen in Marstal entworfen. Gebaut wurde es auf der Søby Værft. Der Rohbau wurde unter der Baunummer B 145-I/01 von Morska Stocznia Remontowa Gryfia in Stettin zugeliefert. Der Stapellauf des Rohbaus fand am 29. September 2017 statt. Die Fähre wurde anschließend nach Søby geschleppt, wo sie am 1. Oktober ankam und anschließend endausgerüstet wurde. Getauft wurde das Schiff am 1. Juni 2019 in Søby. Taufpatin war Christina Clausen, Enkelin von Mads und Bitten Clausen, die 1933 das Unternehmen Danfoss gegründet hatten (Danfoss lieferte das elektrische Antriebs- und das Ladessystem des Schiffs). Die Fertigstellung des Schiffes erfolgte am 2. Juli, abgeliefert wurde es am 3. Juli 2019. Die Fähre war zu diesem Zeitpunkt die vermutlich weltgrößte vollelektrische Fähre.
Die Baukosten für die Fähre waren mit 113 Mio. DKK budgetiert. Die Gesamtkosten des Projektes inklusive Kosten für Forschung und Entwicklung, Umbau der Hafeninfrastruktur in den drei von der Fähre angelaufenen Häfen sowie des Baus der Ladestation in Søby waren mit 215 Mio. DKK veranschlagt. Davon sollten 113 Mio. DKK aus dem EU-Förderprogramm Horizont 2020, 96 Mio. DKK von der Ærø Kommune sowie weitere 6 Mio. DKK vom Schweizer Staat finanziert werden. Durch Kostensteigerungen während des Baus und der Erprobung der Fähre beliefen sich die Kosten am Ende auf rund 125 Mio. DKK, von denen die EU 119 Mio. DKK und die Ærø Kommune 100 Mio. DKK übernahmen.
Während des Baus der Fähre kam es wiederholt zu Verzögerungen. Als Grund wurde unter anderem der komplizierte Bauprozess angegeben. Auch kam es zu Lieferverzögerungen bei den Akkumulatoren und Problemen unter anderem mit dem Antrieb der Bugstrahlruder. Die ursprünglich geplante Ablieferung im Jahr 2017 wurde mehrfach verschoben. Das Schiff wurde am 15. August 2019 auf der rund zehn Seemeilen langen Strecke zwischen den süddänischen Häfen Fynshav (an der Ostküste der Insel Als) und Søby (auf Ærø) in Dienst gestellt. Es ersetzte die zuvor auf dieser Strecke verkehrende, 1979 gebaute Skjoldnæs, die weiter auf der Strecke zwischen Søby und Faaborg eingesetzt wird.
Die Fähre wurde 2020 mit dem Danish Design Award in der Rubrik „Game Changer“ ausgezeichnet. Sie war auch für den 2020 erstmals vergebenen „Ship of the Year“-Award der Zeitschrift Cruise and Ferry Review in der Rubrik „Fähre“ nominiert. 2021 wurde die Gemeinde Ærø für das Fährprojekt mit dem Energy Globe Award ausgezeichnet.
Am 11. Juli 2023 kam es kurz nach dem Ablegen in Søby zu einem Brand in einem der Batterieräume, der 3 der 20 Batteriepakete beschädigte. Die Fähre kehrte nach Søby zurück und wurde zunächst aus der Fahrt genommen. Die Verbindung zwischen Søby und Fynshav wurde zusätzlich wieder von der konventionell angetriebenen Fähre Skjoldnæs übernommen. Nach einer Reparatur wurde die Ellen am 2. Februar 2024 wieder in Dienst gestellt.

## Technische Daten und Ausstattung
Die Fähre wird von zwei Elektromotoren mit jeweils 750 kW Leistung angetrieben, die über Wendegetriebe auf zwei Festpropeller wirken. Sie erreicht damit eine Geschwindigkeit von rund 14 kn. Die beiden Antriebsmotoren wurden in zwei unabhängigen Maschinenräumen untergebracht. Das Schiff ist mit zwei von Elektromotoren mit 250 kW Leistung angetriebenen Bugstrahlrudern ausgestattet. Für die Stromversorgung der Motoren und des Bordbetriebs stehen Lithium-Ionen-Akkumulatoren des Schweizer Herstellers Leclanché mit 4,3 MWh zur Verfügung. Diese werden während der Hafenliegezeit in Søby automatisch aufgeladen. Die Fähre kann mit vollständig geladenen Akkumulatoren rund 60 Seemeilen zurücklegen. Auf einen Dieselgenerator zur Stromerzeugung für den Notfall wurde verzichtet. Stattdessen wurden die Akkumulatoren auf zwanzig Einheiten aufgeteilt, so dass im Falle einer Störung nicht die gesamte Stromversorgung der Antriebsmotoren ausfällt.
Der Verbrauch der Fähre beträgt pro Rundreise rund 1.650 kWh. Der Strombedarf des Schiffes soll mittelfristig vollständig aus regenerativen Energiequellen gedeckt werden, so dass die Fähre CO2-neutral betrieben werden kann.
Auf dem 458 m² großen Hauptdeck befindet sich ein 8,5 m breites, durchlaufendes Fahrzeugdeck mit 145 Spurmetern. Hier können 31 Pkw bzw. vier 18,5 m lange Lkw sowie zusätzlich acht Pkw auf drei Fahrspuren befördert werden. Das Fahrzeugdeck kann mit 1,75 t/m² belastet werden. Am Bug der Fähre befindet sich ein nach oben aufklappbares Bugvisier. Die Be- und Entladung der Fähre erfolgt über landseitige Rampen.
Auf der Backbordseite der Fähre befinden sich auf dem Hauptdeck sowie dem Promenadendeck die Aufenthaltsräume für Passagiere. Das Fahrzeugdeck ist ab etwa der Schiffsmitte nach vorne durch die Decksaufbauten mit dem Sonnendeck, den Einrichtungen für die Schiffsbesatzung sowie der Brücke überbaut. Die lichte Höhe beträgt 5,25 m.
Die Fähre ist für 196 Passagiere zugelassen. Zuzüglich der vier Besatzungsmitglieder ist an Bord Platz für 200 Personen. In den Wintermonaten stehen die Plätze auf dem Außendeck nicht zur Verfügung. Dadurch reduziert sich die Passagierkapazität auf 147 Personen. Das Schiff wird dann von drei Besatzungsmitgliedern gefahren.
Der Rumpf der Fähre ist eisverstärkt (Eisklasse 1C).